# Hardy Pfanz
Hardy Pfanz (* 1956 in Dinkelsbühl) ist Professor für Angewandte Botanik und Vulkanbiologie an der Universität Duisburg-Essen. Seine Forschungsschwerpunkte bilden ökophysiologische Untersuchungen sowie die Erforschung von Phytopathologien (Erkrankungen bei Pflanzen), speziell des Erregers Phytophthora alni.

## Leben
Pfanz studierte Biologie und Geographie an der Universität Würzburg, wo er schließlich auch bei U. Heber promoviert und bei O. L. Lange habilitiert wurde. Von 1993 bis 1996 war er als Assistenz-Professor an der TU Dresden tätig. Seit 1996 ist er Professor an der Universität Duisburg-Essen und dort Lehrstuhlinhaber der Angewandten Botanik und Vulkanbiologie sowie Direktor des Botanischen Gartens in Essen.
Im Bereich Ökophysiologie beschäftigt sich Pfanz vor allem mit Lebensräumen, die maßgeblich von Mofetten geprägt sind und den Anpassungen, die verschiedene an diesen Extremstandorten vorkommende Organismen entwickelt haben. Im Rahmen seiner Forschungen wurden zahlreiche Lokalitäten in Europa, Nordamerika und Ostasien untersucht.